# RHESSI
Il Rhessi ovvero Reuven Ramaty High Energy Solar Spectroscopic Imager è un satellite della NASA, il sesto della serie del Programma Small Explorer, lanciato il 5 febbraio 2002.
La sua missione consiste nell'osservazione di raggi X e raggi gamma provenienti dal Sole, allo scopo di indagare i brillamenti solari.
HESSI venne rinominato RHESSI il 26 marzo 2002 per onorare Reuven Ramaty, uno scienziato pioniere della fisica solare delle alte energie. RHESSI è la prima missione della NASA dedicata a uno scienziato della NASA.

## Risultati scientifici
RHEsSI è stato il primo satellite a visualizzare i raggi gamma di un'eruzione solare ed è stato il primo satellite a misurare con precisione i lampi di raggi gamma terrestri che provengono da temporali, scoprendo che tali lampi si verificano più spesso di quanto si pensasse e che hanno una frequenza media superiore alla media delle sorgenti cosmiche.
A seguito di difficoltà di comunicazione, RHESSI ha cessato le attività scientifiche l'11 aprile 2018 alle 01:50 UTC. ed è stato dismesso il 16 agosto 2018 e rimane in un'orbita terrestre bassa stabile. Tuttavia, poiché non ha mezzi di propulsione, la resistenza atmosferica alla fine attirerà il veicolo spaziale nell'atmosfera terrestre, fatto che potrebbe verificarsi già nel 2022.